# Tramvajski prijevoz u Opatiji
Opatijska tramvajska linija, koja je putovala na relaciji Matulji – Opatija – Lovran, projektirana je krajem 19. stoljeća kao parni tramvaj, ali zbog bojazni hotelijera da će dim i buka parnih lokomotiva ometati goste taj prijedlog nije prihvaćen. Linija u dužini 12 km puštena je u promet 1908. godine, a povezivala je željezničku stanicu Matulji – Opatija preko Voloskog s Opatijom i Lovranom. Tramvaj, odnosno mala električna željeznica kako su je nazivali, uveden je prvenstveno za potrebe prijevoza opatijskih hotelskih gostiju od vlaka do hotela. Uz putnička kola postojala su i teretna kojima se prevozio teret do skladišta u Opatiji. 

## Povijest
U siječanju 1904. inženjer Rzeppa Hugo iz Lobnitza započinje trasirati električnu željeznicu na relaciji Matulji – Volosko – Lovran. Ministarstvo za željeznice je 1907. izdalo građevinsku dozvolu za njenu gradnju te je tramvaj u rekordno kratkom vremenu bio instaliran. Pušten je u promet 17. veljače 1908. godine. Pruga je bila jednokolosječna te su zbog toga svakih nekoliko kilometara izgrađene mimoilaznice na kojima su se nalazile i postaje. Širina kolosjeka je bila 1000 mm, što je i danas standardna širana u većem djelu Europe. Tramvaj je koristio napon od 750 volti istosmjerne struje. Iako je trasa od Matulja do Preluka dosta strma tramvaj nije koristio zupčanike za svladavanje strmine.
Opatijski tramvaj bio je u vlasništvu dioničkog društva Abbazianer Elektrizitäts- und Kleinbahngesellschaft iz Beča. Nakon Prvog svjetskog rata tramvajsko društvo prešlo je pod upravu Società Anonima Ferrovie Elettriche Secondarie Abbazia.
Tramvaj je prometovao do 1933. godine. Točno 1. travnja 1933. godine počelo se s demontažom tračnica, koje su brodom iz opatijske luke odvezene na Siciliju, dok su tramvajska kola prodana Ljubljani gdje su vozila do ukinuća tramvajskog prometa u Ljubljani 1958. godine.

## Statistički podaci
- Dužina trase: 12 km
- Širina kolosjeka: 1000 mm
- Napon: 750 V istosmjerne struje
- Postaje: 27
- Najniža točka: 2 m n.v. (Ika, Ičići, Opatija)
- Najviša točka: 212 m n.v. (Matulji)
- Prosječna brzina: 10 km/h
- Frekvencija polazaka: Svakim danom od 6 od 22 sata svakih 15 do 20 minuta
- Prva vožnja: 17. veljače 1908.
- Posljednja vožnja: 31. ožujka 1933.

## Galerija slika
- Tramvaj ispred današnje Vijećnice grada Opatije
- Tragovi tramvajske pruge na Željezničkom kolodvoru u Matuljima
- Tunel ispod pruge u Matuljima kroz koji je prolazio Opatijski tramvaj
- Tramvajska rozeta na Slatini